# 慎德
慎德（1600年正月—十月），是大越国后黎朝敬宗黎维新的第一个年号，共计10个月。鄭主兼都元帥總國政為成祖平安王鄭松。

## 纪年
| 慎德 | 元年   |
| 公历 | 1600年 |
| 干支 | 庚子   |